# Joe Finfera
Joe Finfera (* 20. September 1968 in Baltimore, Maryland) ist ein US-amerikanischer Schauspieler, Synchronsprecher sowie Kurzfilmproduzent und ehemaliger Bodybuilder sowie Model.

## Leben
Finfera wurde am 20. September 1968 in Baltimore geboren. Er studierte Business Management an der University of Baltimore. 1991 schloss er sein Studium mit dem Bachelor-Abschluss ab. Zu Beginn der 1990er Jahre nahm er an ersten Bodybuilder-Wettbewerben teil. 1993 gewann er die AAU Mr. Maryland Novice Short Division  und erhielt danach Tätigkeiten als Fitnessmodel. So zierte er 1993 das Cover des Landmark Calendar „Image Is“. Er wurde in weiteren Fitnessmagazinen und auf Postern abgelichtet, darunter Men’s Workout und Men’s Exercise. Er erschien auch im Fitnessbuch The Complete Book of Abs, das seit über 20 Jahren in den USA bei Barnes & Noble vertrieben wird. 2006 erschien er im „Man & Machine Calendar“.
Seinen ersten Fernsehauftritt hatte Finfera 1992 in der MTV-Fernsehsendung You Wrote It, You Watch It moderiert von Jon Stewart. In den nächsten Jahren erhielt er kleine Rollen in den Fernsehserien Liebe, Lüge, Leidenschaft, Springfield Story und Jung und Leidenschaftlich – Wie das Leben so spielt. Nach unregelmäßigen Auftritten wirkte er Mitte der 2000er Jahre in den Fernsehserien Schatten der Leidenschaft und Zeit der Sehnsucht mit. Rund zehn Jahre später lag sein Hauptaugenmerk auf Rollenbesetzungen in verschiedenen Kurzfilmproduktionen. Seit 2020 tritt er zusätzlich als Kurzfilmproduzent in Erscheinung und schuf unter anderen die Darkman-Kurzfilmreihe. 2022 spielte er unter anderen in kleineren Rollen in den beiden The-Asylum-Filmproduktionen Moon Crash und 2025 Armageddon – Willkommen im Multiversum mit. 2023 übernahm er mit der Rolle des Captain Price eine der Hauptrollen im Katastrophenfilm Arctic Armageddon, ebenfalls vom Filmstudio The Asylum.

## Filmografie (Auswahl)

### Schauspiel
- 1992: You Wrote It, You Watch It (Fernsehserie, 1 Episode)
- 1993: Liebe, Lüge, Leidenschaft (One Life to Live, Fernsehserie, Episode 1x6491)
- 1993–1995: Springfield Story (Guiding Light, Fernsehserie, 3 Episoden, verschiedene Rollen)
- 1994: Aju teukbyeolhan byeonshin
- 1996: Jung und Leidenschaftlich – Wie das Leben so spielt (As the World Turns, Fernsehserie, Episode 1x10288)
- 2001: Comforters, Miserable
- 2002: Outcasts
- 2003: Humanoid
- 2004: Schatten der Leidenschaft (The Young and the Restless, Fernsehserie, Episode 1x7942)
- 2007: Zeit der Sehnsucht (Days of Our Lives, Fernsehserie, Episode 1x104872)
- 2016–2017: Ryan’s Life (Fernsehserie, 3 Episoden)
- 2017: Geez Louise (Fernsehserie, Episode 1x39)
- 2017: UniversitE (Kurzfilm)
- 2017; 2020: General Hospital (Fernsehserie, 2 Episoden, verschiedene Rollen)
- 2018: Badge of Honor
- 2018: People Magazine: Investigativ (People Magazine Investigates, Fernsehserie, Episode 2x10)
- 2018: Things Buried (Kurzfilm)
- 2018: The Opiate Diaries
- 2018: The Beacon (Kurzfilm)
- 2018: Shall We Begin? (Kurzfilm)
- 2018: Open Mic (Kurzfilm)
- 2019: Okay (Kurzfilm)
- 2019: Entangled (Fernsehserie)
- 2019: The F**king Mask (Kurzfilm)
- 2019: Crazy Love (Fernsehserie, Episode 1x04)
- 2019: Unspoken (Kurzfilm)
- 2020: Hunt or be Hunted (Kurzfilm)
- 2020: Betrayed (Fernsehserie, Episode 4x04)
- 2020: Believers (Fernsehserie, Episode 1x02)
- 2020: Eradicator: Absolute Authority (Kurzfilm)
- 2020: Darkman (Part II) (Kurzfilm)
- 2020: Darkman (Part III) (Kurzfilm)
- 2020: Immersion (Kurzfilm)
- 2021: Night Shifters (Kurzfilm)
- 2021: Don’t Frighten the Horses (Kurzfilm)
- 2021: Skynet (Kurzfilm)
- 2021: The Avenger (Kurzfilm)
- 2021: Hoodman
- 2021: The Wraith (Kurzfilm)
- 2021: Fortunate Son
- 2021: Dhar Mann (Fernsehserie, 2 Episoden, verschiedene Rollen)
- 2021: Alienated
- 2021: Jay Shetty (Miniserie, Episode 3x13)
- 2021–2022: Totally Studios (Fernsehserie, 5 Episoden, verschiedene Rollen)
- 2022: Moon Crash
- 2022: Tomorrow’s Game
- 2022: Keeping Up with the Joneses (Miniserie, 4 Episoden)
- 2022: It’s Beginning to Look a Lot Like Murder (Fernsehfilm)
- 2022: A Prince and Pauper Christmas (Fernsehfilm)
- 2022: 2025 Armageddon – Willkommen im Multiversum (2025 Armageddon)
- 2023: F.L.Y.
- 2023: I am Kingpin (Kurzfilm)
- 2023: To Kill a Stepfather (Fernsehfilm)
- 2023: Cholo Zombies Monstro
- 2023: Arctic Armageddon
- 2024: Cholo Zombies
- 2024: Griselda (Miniserie, Episode 1x02)
- 2024: Rogue Cops: Pushed to the Limit
- 2024: Bring it on, My mafia life! (Miniserie)
- 2024: Oops! I mate with my forbidden Alpha (Miniserie)
- 2024: Somnium
- 2024: Falling in Love with My Brothers Fiancee (Miniserie)
- 2024: Suicide by Cop

### Synchronisationen
- 2022: Vino Royale

### Produktion
- 2020: Darkman (Part I) (Kurzfilm)
- 2020: Darkman (Part II) (Kurzfilm)
- 2020: Darkman (Part III) (Kurzfilm)
- 2021: Skynet (Kurzfilm)
- 2021: The Powerpuff Girls (Kurzfilm)
- 2023: I am Kingpin (Kurzfilm)
- 2024: 007 – Codename: Bond (Kurzfilm)